# Salamone Rossi

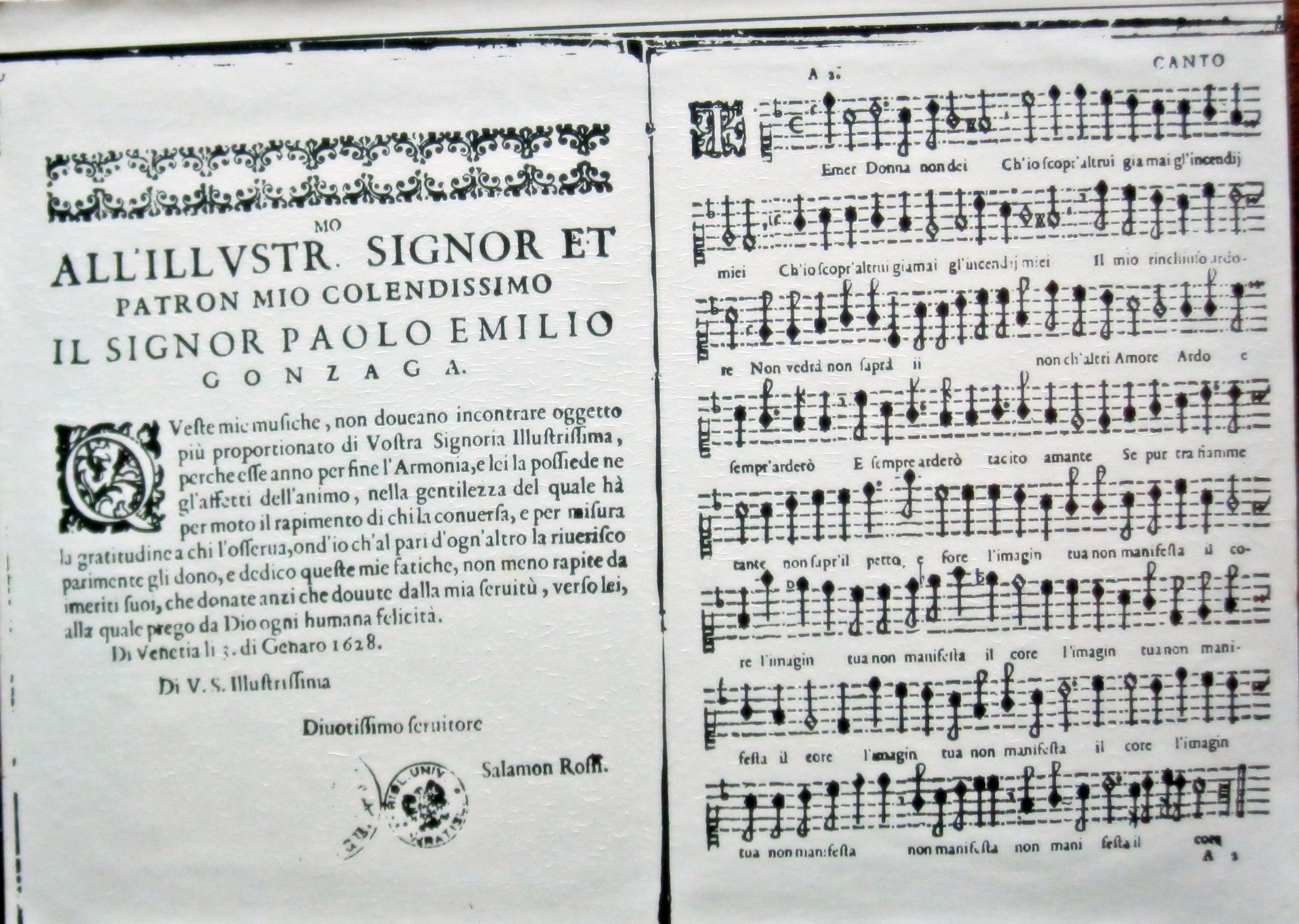
Primele pagini ale culegerii de madrigaletti ai lui Salamone Rossi, (Veneţia, 1628, Muzeul „Beit Hatefutzot”, Tel Aviv

Salamone Rossi  sau Salomone Rossi, zis L'Ebreo (în ebraică - Shlomo ben Moshè min Haadumim שלמה בן משה מן האדומים, 
n. în jurul anului 1570 -  d.în jurul anului 1630)  a fost un compozitor și violonist evreu italian, care a trăit și activat în perioada de tranziție dintre Renașterea târzie și Barocul timpuriu în Italia.
Salamone Rossi era faimos din tinerețe pentru calitățile sale de violonist, El a fost angajat ca muzician la curtea prinților de Gonzaga la Mantua, se spune, din inițiativa ducesei Isabella d'Este Gonzaga, și a lucrat în serviciul acestei dinastii între anii 1587 -1628. La concertele organizate în fața familiei ducale au luat parte oaspeți însemnați,iar Rossi, la fel ca și alți compozitori de frunte precum Claudio Monteverdi, Giovanni Giacomo Gastoldi,Giaches de Wert, Lodovico Grossi de Viadana au compus și au interpretat muzică festivă la modă, muzica nupțială, de scenă și liturgică.  
Cea dintâi creație a lui Salamone Rossi, publicată în 1589, a fost o culegere de 19 canțonete, compoziții scurte și dansante pentru trei voci, pe texte ușoare și voluptoase.
Rossi s-a bucurat de apreciere și pentru  o culegere de madrigaluri mai serioase, în care a utilizat versurile poeților faimoși ai epocii, precum Guarini, Marino, Rinaldi, Cileni)     
În domeniul muzicii instrumentale, Salomone Rossi a fost unul din primii compozitori care au aplicat principiile cântecului monodic în muzica instrumentală, adică o melodie domină funcțiile secundare de acompaniament. Sonatele sale, printre primele din literatura muzicală, au contribuit la dezvoltarea  tehnicii idiomatice și de virtuozitate ale cântării la vioară.  Ele s-au situat la mijlocul drumului între structura omogenă a canțonelor instrumentale de la finele Renașterii și trio-sonatele epocii baroce. Sonatele reprezintă în parte serii de variațiuni având grade crescânde de dificultate, iar, pe de altă parte, se bazează pe teme populare de epocă, ca de pildă „Ruggiero”, „Bergamasca” , „Romanesca” etc. 
Salomone Rossi a publicat în anul 1623 și o culegere de muzică liturgică iudaică, intitulată  Hashirim asher liShlomo ("השירים אשר לשלמה") (Cântecele lui Solomon) . Aceste au fost compuse în spiritul tradiției renascentiste și al madrigalului, pe texte în limba ebraică din sursele tradiționale iudaice, fără vreo conexiune cu tradiția Piyutului iudaic. Aceasta a reprezentat o evoluție fără precedent în istoria muzicii sinagogale, deoarece până la el muzica polifonică era interzisă în sinagogile și casele de rugăciune ale evreilor de după distrugerea Templului din Ierusalim

## Opera
1. Shirim asher liShlomo (Cântecele lui Solomon)
- pentru 3 voci:

- 1. קדיש  Kadish
- 2. שיר המעלות אשרי כל ירא ה' (תהלים קכ"ח)  O cântare a treptelor. Fericiți toți ce se tem de Domnul ...psalmul 128 [7]
- 3. ברכו  Barkhu  (Binecuvântați)
- 4. מזמור לאסף, אלהים נצב בעדת-אל (תהלים פ"ב) Un pslam al lui Asaf...Dumnezeu a stat în dumnezeiască adunare ..Psalmul 82 [8]
- 5. למנצח על השמינית מזמור (תהלים י"ב)   Psalmul 12 Către mai marele cântăreților. De cântat pe harpa cu opt corzi [9]
- 6. אלה מועדי ה' (ויקרא כ"ג פסוק ד') Leviticul 23, 4 Iată sărbătorile Domnului...[10]

- pentru 4 voci:

- 7. (קדושה (כתר) Rugăciune Kedusha (Keter) (parțial echivalentă cu Sanctus)
- 8. אלהים השיבנו (תהלים פ' פסוק ד' תהלים ח' פסוק כ')  Psalmul 80,4,..8..20  Dumnezeule, întoarce-ne pe noi,[11]
- 9. למנצח בנגינות מזמור שיר (תהלים ס"ז)  Psalmul 68 Către mai marele cântăreților. De cântat pe instrumente cu corzi. Un psalm. O cântare.) [12]
- 10. על נהרות בבל (תהלים קל"ז) La râul Babilonului, Psalmul 137 [13]
- 11. הללויה הללי נפשי את ה' (תהלים קמ"ו) Psalmul 146 Lăudați pe Domnul! Laudă, suflete, pe Domnul! [14]

- pentru 5 voci

- 12. שיר המעלות אשרי כל ירא ה' (תהלים קכ"ח) Psalmul 128O  cântare a treptelor. Fericiți toți ce se tem de Domnul ...psalmul 128 [15]
- 13. למנצח על הגתית מזמור לדוד (תהלים ח') Psalmul 8  Către mai marele cântăretilor. De cântat pe ghitit.
- 14. מזמור לתודה (תהלים ק') Psalmul 100 Un psalm de laudă.
- 15. השכיבנו   rugăciunea Hashkivenu - Culcă -ne
- 16. קדיש   Kadish
- 17. שיר המעלות בשוב ה' (תהלים קכ"ו) O cântare a treptelor, Psalmul 126 Când i-a întors Domnul din robie [16]
- 18. שיר למעלות אשא עיני (תהלים קכ"ב) O cântarea  treptelor Spre Tine mi-am ridicat ochii, Psalmul 122[17]
- 19. ישושום מדבר (ישעיה ל"ה פסוק א',ב', ה', ו', י') Isaia 35, 1 Veselește-te, pustie însetată!,2,5.6. 10 [18]

- pentru 6 voci

- 20. שיר המעלות אשרי קול ירא ה' (תהלים קכ"ח) Cântarea scărilor Psalmul 128
- 21. שיר המעלות לדוד, לולא ה' (תהלים קכ"ד)  Cântarea scărilor Psalmilor
- 22. אודך כי עניתני (תהלים קי"ח פסוקים כ"א-כ"ד) Psalmul 118 21-24
- 23. ברוך הבא בשם ה' (תהלים קי"ח פסוקים כ"ו-כ"ט) Psalmul 118,26-29
- 24. מזמור לדוד, הבו לה' בני אלים (תהלים כ"ט) Psalmul 29, Mizmor leDavid

- pentru 7 voci

- 25. אפתח נא שפתי  Eftah na sfatay

- pentru 8 voci

- 26. אין כאלהינו  Ein keloheynu (Nimeni nu e ca Dumnezeul nostru)
- 27. אפתח שיר בשפתי Eftah shir bisfatay
- 28. יגדל  Igdal
- 29. אדון עולם   Adon Olam
- 30. הללויה, אשרי איש ירא את ה' (תהלים קי"ב) Psalmul  112 Lăudați pe Domnul (Halleluya)! Ferice de omul care se teme de Domnul

- 31. הללויה, אודה לה' (תהלים קי"א) Psalmul 111 Lăudați pe Domnul! Voi lăuda pe Domnul [20]
- 32. מזמור שיר ליום השבת (תהלים ק"ב)  Psalmul 92 Un psalm. O cantare pentru ziua Sabatului [21]
- 33. למי אחפוץ Lemi ehpotz

## Legături externe
- Kadish de Salomone Rossi în interpretarea ansamblului I Profeti della Quinta, pe situl You Tube